# دانيال لانغ (كاتب)
دانيال لانغ (بالإنجليزية: Daniel Lang)‏ هو صحفي وكاتب أمريكي، ولد في 30 مايو 1913 في نيويورك في الولايات المتحدة، وتوفي في 17 نوفمبر 1981.

## وصلات خارجية
- دانيال لانغ على موقع IMDb (الإنجليزية)
- دانيال لانغ على موقع قاعدة بيانات الفيلم (الإنجليزية)